# Gerald Micklem
Gerald Hugh Micklem (Banstead, 14 augustus 1911 - Chertsey, 21 mei 1988) was een Engelse amateur golfer en administrateur. 
Gerald Micklem was de zoon van een bankier. Hij was ongetrouwd en woonde sinds 1952 in een huis dat hij Titlarks Hill House noemde. Achter het huis keek hij uit over de heuvels. Achter in de tuin was een hekje, dat toegang gaf tot de 16de hole van de Sunningdale Golf Club, waar hij lid was en later voorzitter werd. Hij leidde een rustig leven. Hij las veel kranten en golfbladen, hij verzamelde antiek en schilderijen van Edward Seago en golfde bijna dagelijks, ook 's winters. Hij ging alleen naar Londen als dat noodzakelijk was. Hij ontving veel golfers in zijn huis, w.o. Francis Ouimet en zijn Walker Cup teamgenoten.
Voor de Tweede Wereldoorlog was hij een goede golfer, die vaak te zenuwachtig was om goed in toernooien te spelen. Tijdens de oorlog diende hij als majoor bij de Grenadier Guards, waarbij hij aan zijn rechterwijsvinger gewond raakte. Na de oorlog begon hij ineens toernooien te winnen. Hij speelde iedere dag, maar besloot ook samen met  Raymond Oppenheimer zijn aandacht aan de jeugd te geven. Hij heeft veel gedaan voor het tot bloei brengen van de Engelse junior golfers. 
Micklem heeft twee keer het Engels Amateur gewonnen en heeft vier keer in de Walker Cup gespeeld en is in 1957 en 1959 captain geweest van het Brits-Ierse team. Hij was in 1956 ook captain van het Brits-Ierse team tijdens de eerste editie van de St Andrews Trophy op Wentworth.
In 1969 won hij de Bob Jones Award. Ter herinnering aan hem wordt jaarlijks de Gerald Micklem Cup gespeeld, waaraan amateurs mogen meedoen van 35 jaar of ouder en met een handicap van 5 of minder. Er worden 36 holes gespeeld. Spelers van 50 jaar of ouder spelen om de Prestige Bowl.

## Gewonnen
- 1947: Engels Amateur
- 1953: Engels Amateur

## Teams
- Walker Cup: 1947, 1949, 1953, 1955, 1957 (captain), 1959 (captain)
- St Andrews Trophy: 1956 (captain)